# Maestro I. A. M. de Zwolle

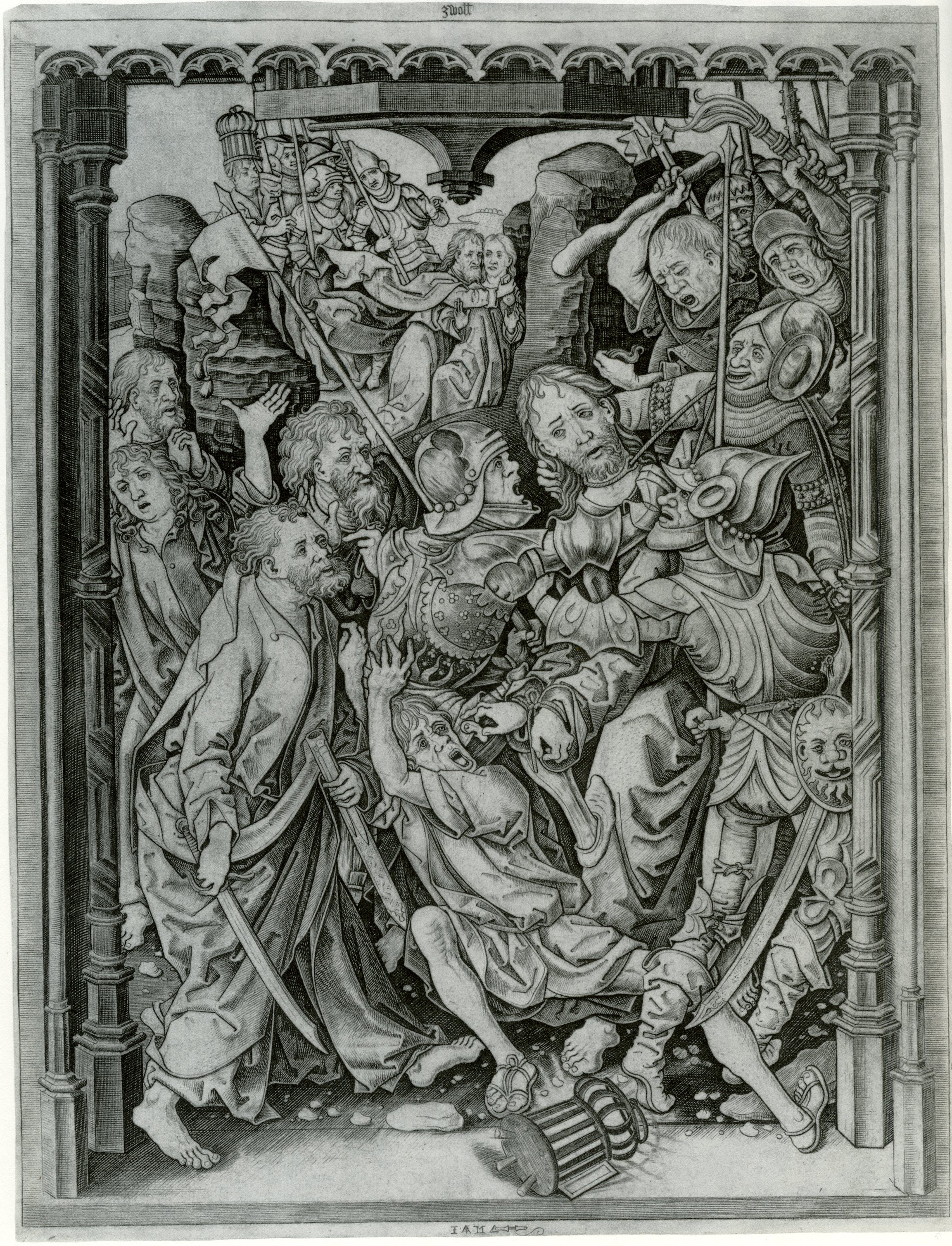
La traición de Cristo, (c. 1485). 35,6 x 27,2 cm (tamaño hoja). Este es uno de una serie de grabados de la Pasión del maestro IAM; otros incluyen La última cena y La agonía en el jardín.

El maestro I. A. M. de Zwolle (obras conocidas entre 1470 y 1490, se estima que vivió hacia 1440-1504) fue un orfebre y grabador holandés anónimo que firmó muchas de sus obras con sus iniciales I. A. M. o I. A., y añadió "Zwolle" a algunas. Su obra se caracteriza por las escenas concurridas y activas de personas, los tonos degradados y los trazos nítidos. Sólo se conservan 26 obras de su mano

## Identidad
Una de las teorías sobre la identidad del maestro I. A. M. señala a Johan van den Minnesten (también escrito Mynnesten, nacido hacia 1440 y fallecido en 1504) como el artista que está detrás de los grabados. Este oscuro artista fue pintor en Zwolle, pero no se ha conservado ninguna de sus obras, por lo que es imposible demostrar una conexión por motivos estilísticos. El único vínculo entre él y el maestro I. A. M. es la constancia de que su hijo, también llamado Johan, fue pagado por imprimir varios grabados para la ciudad de Zwolle en 1545; posiblemente se tratase de planchas heredadas de su padre.

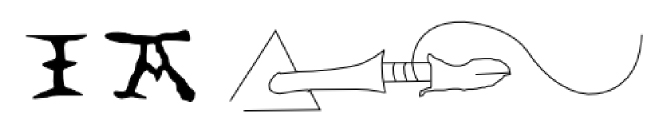
La firma del Maestro I.A.M. tal como aparece en La Virgen Sentada, el Niño Jesús Sosteniendo la Cruz. El objeto representado es un taladro de oro medieval, la insignia de un orfebre. Inicialmente se creía que representaba la lanzadera de un tejedor.

Otra teoría postula que los grabados del maestro I.A.M. fueron producidos por dos artistas colaboradores, uno que diseñó los grabados y otro que los grabó e imprimió. En esta teoría, I. A. M. podría significar "Johannes Aurifaber Meester" (Maestro Juan el Orfebre), posiblemente Johannes Ludolphi, un orfebre que llegó a Zwolle en 1479. Una variante de esta teoría supone que la firma contiene las marcas de ambos artistas: I. A. M. sería la firma de Johann van den Minnesten, mientras que la imagen de un taladro es el sello del orfebre/grabador. Esta teoría de la colaboración explicaría las grandes diferencias de composición entre la inmóvil y sencilla La Virgen sentada, el Niño con la cruz y la manierista La traición de Cristo.

## Obra

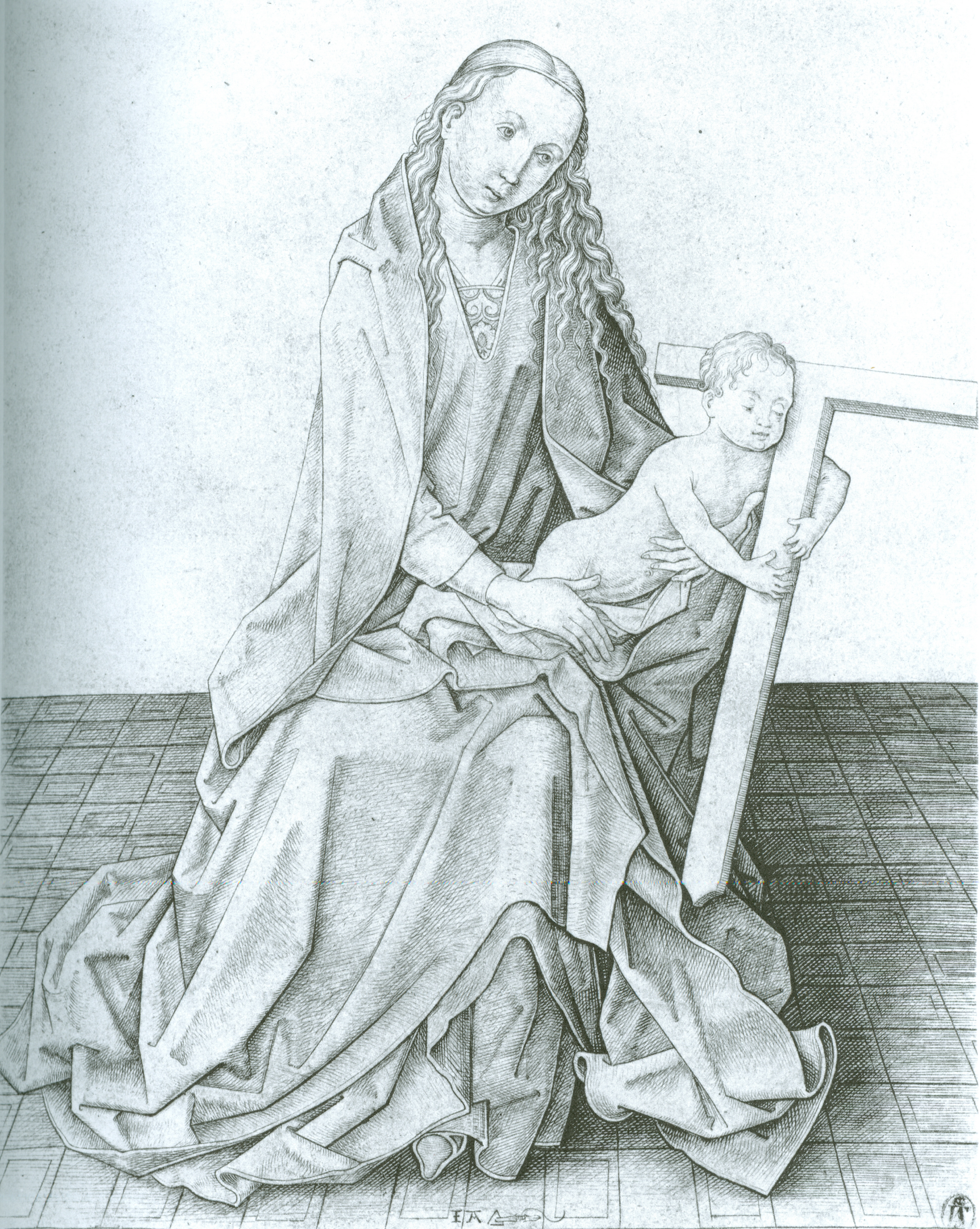
La Virgen sentada, el Niño Jesús sosteniendo una cruz. Grabado, 21,8 x 17,7 cm (tamaño hoja).

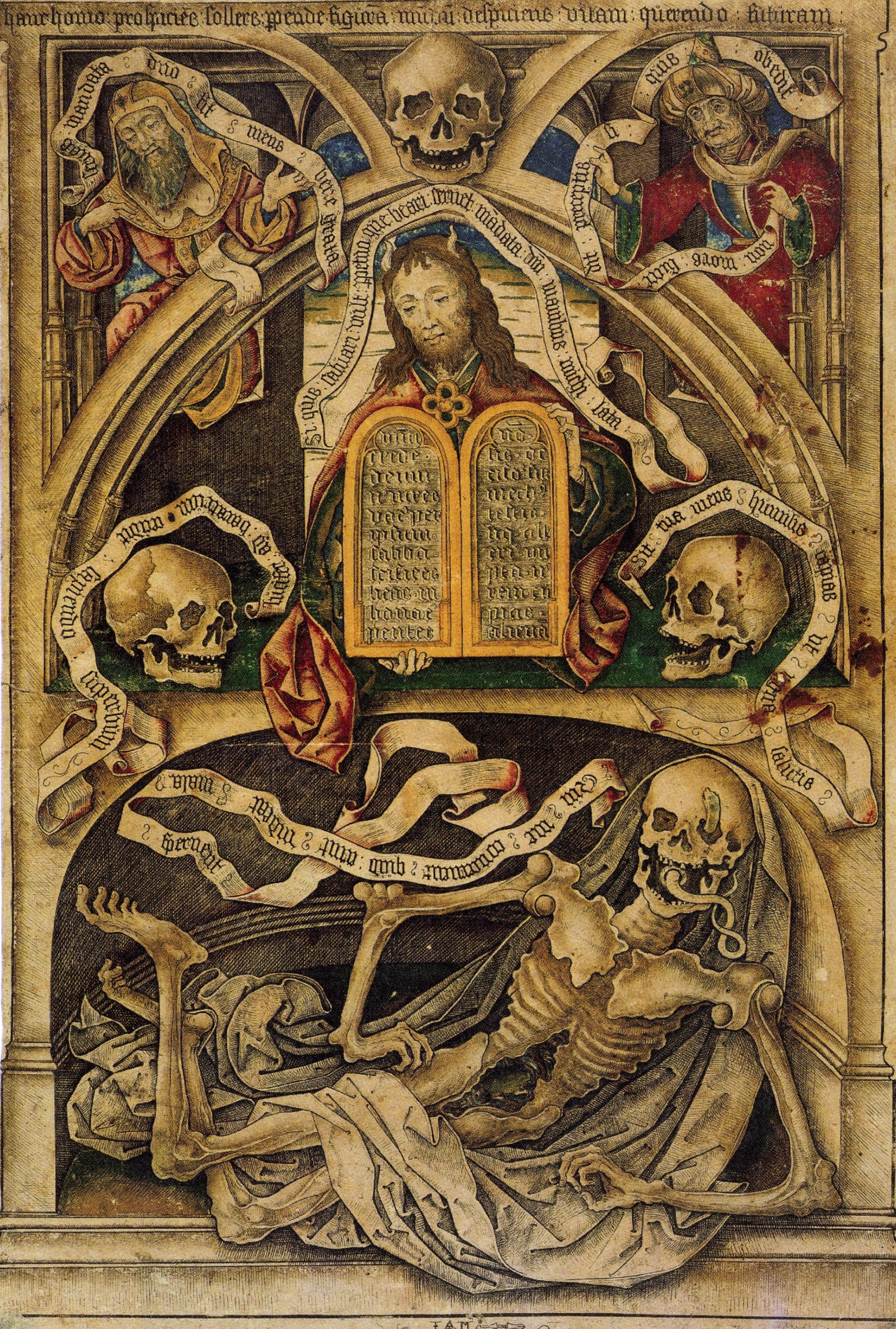
Alegoría de la fugacidad de la vida, (c. 1480-1490), 33,3 x 22,6 cm, grabado impreso en vitela, coloreado a mano. Museo Británico

El maestro I. A. M. produjo composiciones originales e inventivas en un estilo que ha sido descrito de diversas maneras como "vivo", "dramático", "turbulento" "refinado" y marcado por la "fanfarronería holandesa". Su técnica de grabado era cuidadosa y pulcra, pero tendía a la sequedad. Los grabados posteriores muestran un uso más dramático de los contrastes tonales, en los paños y otras zonas. Sus rostros tienen en su mayoría rasgos de campesino holandés, que a veces rozan lo grotesco. La principal influencia en los primeros trabajos del maestro I. A. M. parece haber sido Rogier van der Weyden, aunque también recibió la influencia de Martin Schongauer. Hieronymous Bosch, un contemporáneo, también parece haber influido en las figuras grotescas de La traición de Cristo: El Cristo cargando la cruz del Bosco  es particularmente similar.
El estilo del artista parece haber cambiado drásticamente alrededor de 1485; los ropajes de sus figuras se volvieron más escultóricos, separados en amplios planos como las esculturas de madera contemporáneas, a diferencia de su estilo anterior y más fluido. Esto ha generado especulaciones entre los estudiosos de que algunas de estas impresiones posteriores fueron diseños para esculturas en relieve de madera o se basaron en relieves que ahora se han perdido. Esto está parcialmente respaldado por los registros de que Johan van den Minnesten recibió el encargo de pintar varias esculturas en relieve.
Su trabajo más complicado fue una serie de grabados de la Pasión, de los cuales solo sobreviven La última cena, La agonía en el jardín y La traición de Cristo .

### Lista de obras
Las dimensiones indicadas son las de la imagen. La esencia del grabado es la producción de múltiples imágenes, por lo que la mayoría de estas obras existen en más de un ejemplar y se encuentran en las colecciones de varios museos. Como ocurre con la mayoría de las estampas del siglo XV, las impresiones que se conservan de sus obras son escasas: las tres estampas de la Pasión sólo se conservan en impresiones de 8,8 y 20 cm. Las obras sólo se pueden datar de forma aproximada, si es que se puede, porque se sabe muy poco sobre la vida del maestro I. A. M. Ninguna de las estampas estaba titulada, por lo que se les han dado títulos genéricos o descriptivos que varían ligeramente según las fuentes. Las impresiones individuales también varían en el tamaño de la hoja.
- La Adoración de los Reyes Magos 35,3 x 24 cm
- La Última Cena 34,7 x 26,8 cm
- La agonía en el huerto 39,5 x 29,6 cm
- La traición de Cristo 34,1 x 26,8 cm
- La gran crucifixión con los jinetes 35,8 x 24,8 cm
- La Lamentación sobre Cristo ( Piedad ) 26,3 x 30 cm
- Bendición de Cristo 23,5 x 14,3 cm
- La Virgen y el Niño con cerezas en la ventana 22,5 x 16,2 cm (irregulares)
- La Virgen sentada, el Niño Jesús sosteniendo la cruz 22,5 x 18 cm
- La Virgen de pie sobre un demonio 22,3 x 14,4 cm
- La Virgen y el Niño, pasando las hojas de un libro 23,8 x 19,5 cm
- Santa Ana, la Virgen y el Niño en un trono 26,6 x 19,2 cm
- San Agustín con el corazón atravesado por una flecha 26,6 x 21 cm
- San Bernardo arrodillado ante la Virgen 32,6 x 26,1 cm
- San Cristóbal a caballo 28,6 x 20,6 cm
- San Jorge 20,5 x 13,8 cm
- Misa de San Gregorio 10,2 x 6,4 cm (Este grabado en particular es una copia del Maestro W con la Llave[6] )
- Misa de San Gregorio 15,2 x 12,4 cm
- Misa de San Gregorio 32,3 x 22,4 cm
- Alegoría de la Transitoriedad de la Vida 33,3 x 22,6 cm
- Batalla de dos hombres con el centauro 15,7 x 22,2 cm
- El joven y el diablo 30,7 x 20,6 cm
- Escudo de un Galgo Sostenido por un Salvaje 7.7 centímetros de diámetro
- Marquesina Gótica con Ventanas y Puertas 41,6 x 28,1 cm
- La crucifixión
- Muerte'' 30,2 x 21,3 cm

## Legado
Las estampas del maestro I.A.M. a menudo fueron copiadas por grabadores contemporáneos, pero también por artistas de otros medios. En particular, el pintor Gian Francesco da Tolmezzo basó su fresco en Provesano (c. 1496) en La traición de Cristo . Francisco Henriques también basó pinturas en los grabados de I.A.M. Lucas van Leiden desarrolló su estilo a partir del maestro I.A.M. y Alberto Durero .
Sus grabados fueron muy buscados por destacados coleccionistas. El escritor inglés Samuel Pepys poseía copias de la Piedad y La última cena, y Fernando Colón (el hijo de Cristóbal Colón ) poseía una copia de la Alegoría de la fugacidad de la vida .